# دوغلاس دان
دوغلاس دان (بالإنجليزية: Douglas Dunn)‏ هو مصمم رقص أمريكي، ولد في 19 أكتوبر 1942 في بالو ألتو في الولايات المتحدة.